# Fuchsia excorticata
Fuchsia excorticata là một loài thực vật có hoa trong họ Anh thảo chiều. Loài này lần đầu tiên được Linnaeus the Younger mô tả chính thức vào năm 1782, dựa trên công trình trước đó của Georg Forster.

## Hình ảnh

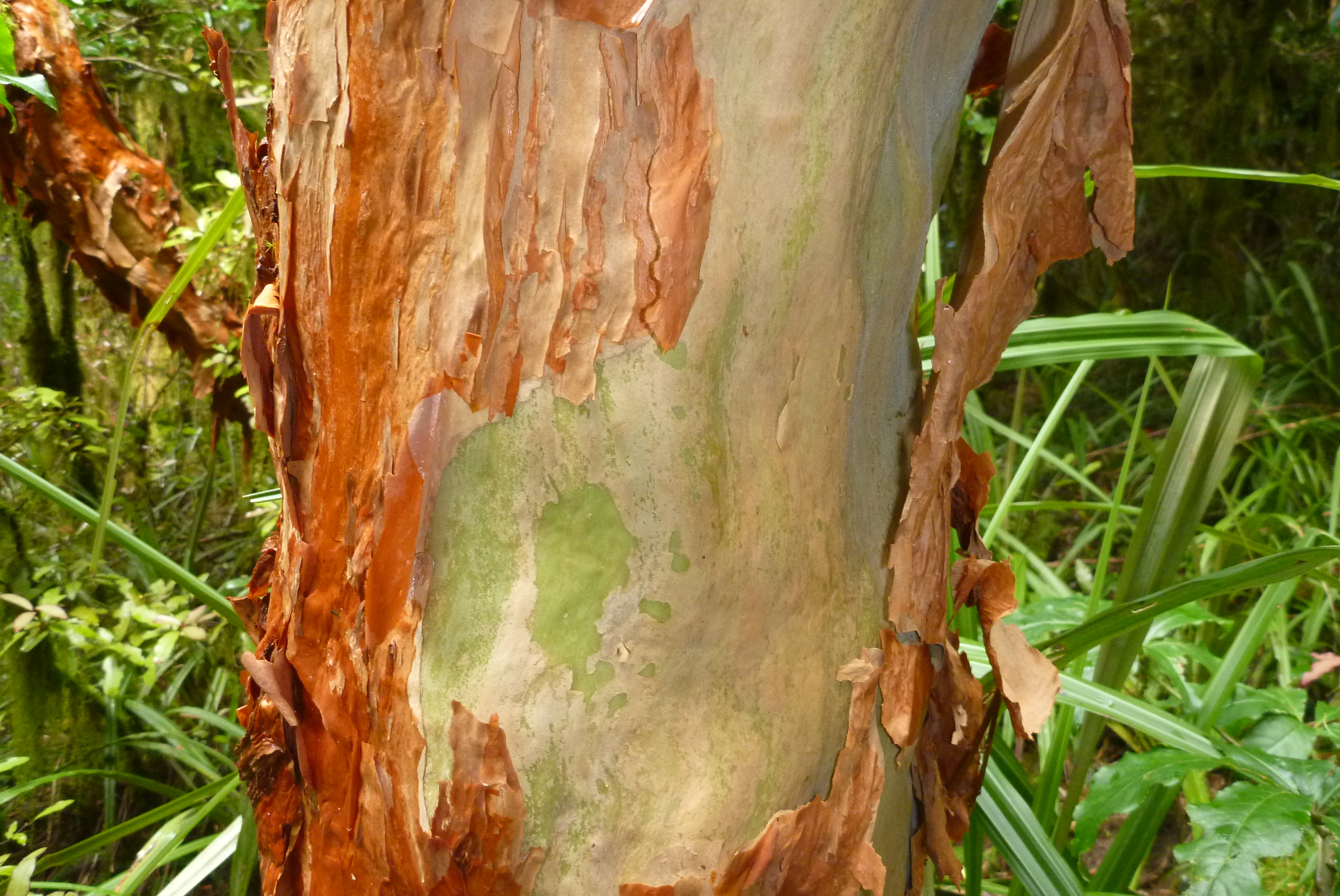
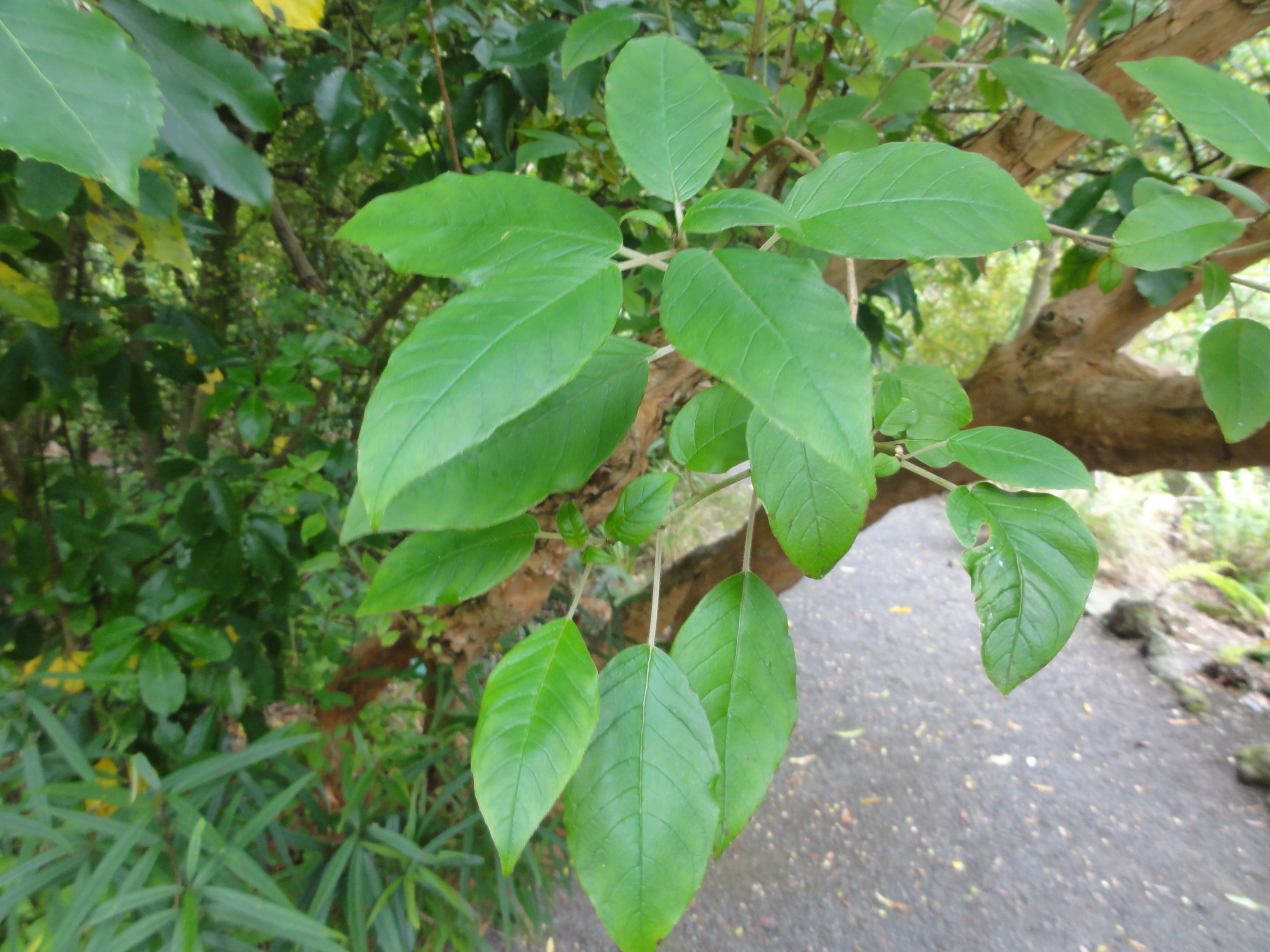
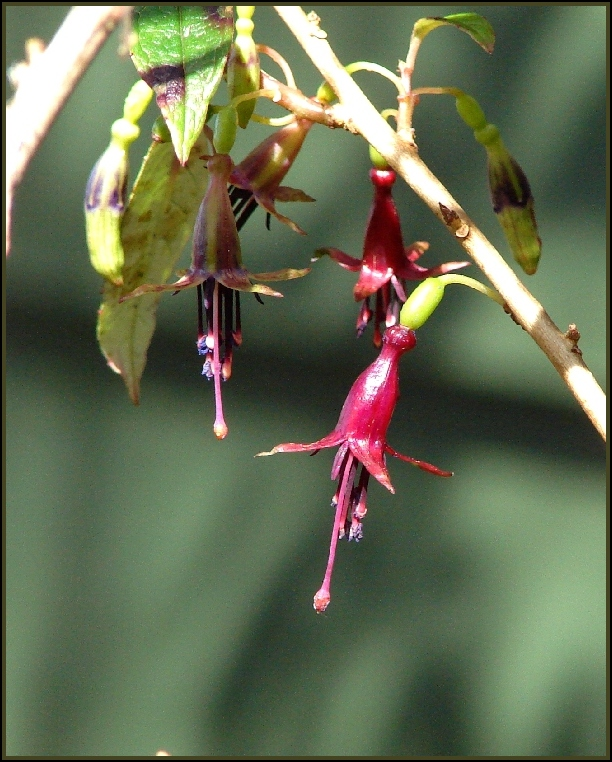
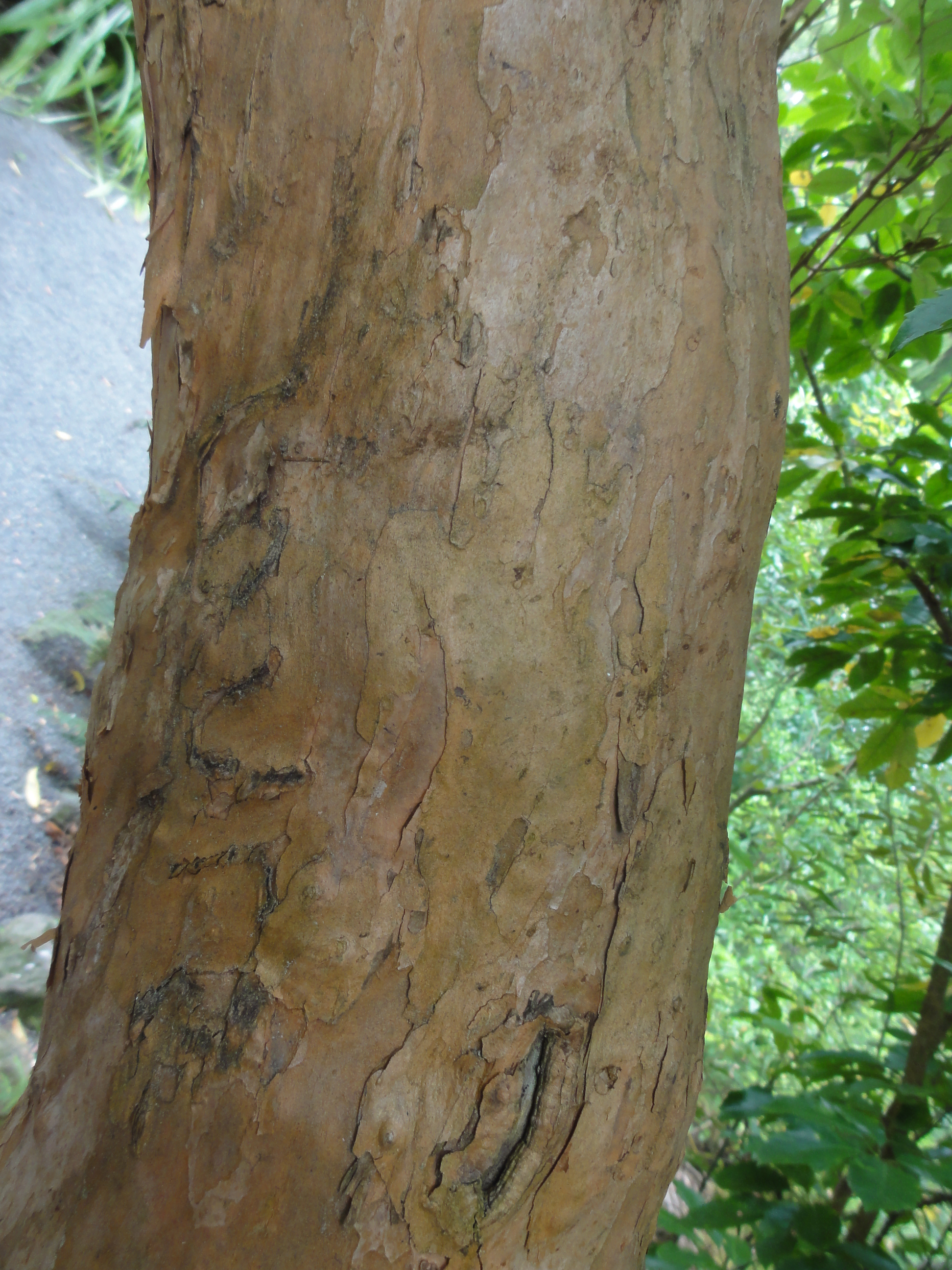